# Zhong Huandi
Zhong Huandi (chiń. upr. 钟煥娣; chiń. trad. 鍾煥娣; pinyin Zhōng Huàndì; ur. 28 czerwca 1967 w Pu’er w prowincji Junnan) – chińska lekkoatletka specjalizująca się w biegach długodystansowych, dwukrotna uczestniczka letnich igrzysk olimpijskich (Seul 1988, Barcelona 1992).

## Sukcesy sportowe
- mistrzyni Chin w biegu na 3000 metrów – 1990[1]
- mistrzyni Chin w biegu na 5000 metrów – 1989
- czterokrotna mistrzyni Chin w biegu na 10 000 metrów – 1989, 1990, 1991, 1992
- mistrzyni Japonii w biegu 10 000 metrów – 1994[2]

| Rok  | Miasto         | Zawody                                 | Konkurencja                     | Wynik                     |
| ---- | -------------- | -------------------------------------- | ------------------------------- | ------------------------- |
| 1987 | Zagrzeb        | Uniwersjada                            | bieg na 10 000 m                | srebrny medal             |
| 1989 | Nowe Delhi     | Mistrzostwa Azji                       | bieg na 3000 m bieg na 10 000 m | złoty medal               |
| 1989 | Rio de Janeiro | Mistrzostwa świata w biegach ulicznych | indywidualnie drużynowo         | srebrny medal złoty medal |
| 1990 | Pekin          | Igrzyska azjatyckie                    | bieg na 3000 m bieg na 10 000 m | złoty medal               |
| 1990 | Dublin         | Mistrzostwa świata w biegach ulicznych | indywidualnie                   | brązowy medal             |
| 1991 | Kuala Lumpur   | Mistrzostwa Azji                       | bieg na 3000 m bieg na 10 000 m | złoty medal               |
| 1991 | Tokio          | Mistrzostwa świata                     | bieg na 10 000 m                | srebrny medal             |
| 1992 | Barcelona      | Igrzyska olimpijskie                   | bieg na 10 000 m                | 4. miejsce                |
| 1993 | Stuttgart      | Mistrzostwa świata                     | bieg na 10 000 m                | srebrny medal             |
| 1993 | Szanghaj       | Igrzyska Azji Wschodniej               | bieg na 10 000 m                | złoty medal               |
| 1994 | Hiroszima      | Igrzyska azjatyckie                    | bieg maratoński                 | złoty medal               |

## Rekordy życiowe
- bieg na 3000 metrów – 8:41,67 – Pekin 13/09/1993
- bieg na 5000 metrów – 15:05,69 – Pekin 08/09/1993
- bieg na 10 000 metrów – 30:13,37 – Pekin 08/09/1993
- bieg maratoński – 2:25:36 – Tiencin 04/04/1993